# Liste der Monuments historiques in Berneuil-en-Bray
Die Liste der Monuments historiques in Berneuil-en-Bray führt die Monuments historiques in der französischen Gemeinde Berneuil-en-Bray auf.

## Liste der Bauwerke
| Bezeichnung                                                 | Beschreibung                       | Standort | Kennzeichnung | Schutzstatus | Datum | Bild           |
| ----------------------------------------------------------- | ---------------------------------- | -------- | ------------- | ------------ | ----- | -------------- |
| Château d'Auteuil, auch auf dem Gebiet der Gemeinde Auteuil | Schloss, erbaut im 17. Jahrhundert | (Lage)   | PA60000069    | Inscrit      | 2007  | weitere Bilder |
| Kirche St-Germain                                           | Erbaut ab dem 13. Jahrhundert      | (Lage)   | PA00114520    | Classé       | 1980  | weitere Bilder |

## Liste der Objekte
| Bezeichnung               | Beschreibung                     | Standort                        | Kennzeichnung | Schutzstatus | Datum | Bild |
| ------------------------- | -------------------------------- | ------------------------------- | ------------- | ------------ | ----- | ---- |
| Skulptur Madonna mit Kind | Holz, polychrom gefasst, um 1500 | in der Kirche St-Germain (Lage) | PM60004880    | Inscrit      | 2008  |      |